# سین مورای
سین مورای (به انگلیسی: Sean Murray) (زاده ۱۵ نوامبر ۱۹۷۷) یک موسیقی‌دان اهل ایالات متحده آمریکا است. وی از سال ۱۹۸۶ میلادی تاکنون مشغول فعالیت بوده‌است. برخی ایرانی‌ها او را با شان مورای اشتباه میگیرند.